# Pseudojonesia
Pseudojonesia is een geslacht van kreeftachtigen uit de klasse van de Ostracoda (mosselkreeftjes).

## Soort
- Pseudojonesia schornikovi (Kozur, 1985) Schornikov, 1990